# تیکی الگادو
تیکی اُلگادو (فرانسوی: Ticky Holgado‎؛ ۲۴ ژوئن ۱۹۴۴ – ۲۲ ژانویهٔ ۲۰۰۴) بازیگر اهل فرانسه بود.
او با کارگردان فرانسوی ژان-پیر ژونه همکاری مستمری داشت.
از فیلم‌ها یا برنامه‌های تلویزیونی که وی در آن نقش داشته است، می‌توان به مردان، زنان: یک راهنمای کاربری، اورانوس، سرنوشت شگفت‌انگیز املی پولن، و هم‌اکنون … خانم‌ها و آقایان، لومیر و شرکا، ساکت باش، شهر کودکان گمشده، اغذیه‌فروشی، یکشنبه طولانی نامزدی، بینوایان، مایریگ، قاضی و بازیگران اشاره کرد.